# クライスラー・PTクルーザー
PTクルーザー (英語: PT Cruiser)はアメリカの自動車メーカーであるクライスラー（現・ステランティス・ノースアメリカ）が製造・販売していたトールワゴン型の乗用車である。

## 概要
かつて1930年代に同社が生産していたセダン型乗用車であるクライスラー・エアフローをモチーフとし、近代的にアレンジし直した曲線を多用した意匠が特徴。担当デザイナーはブライアン・ネスビット。
クライスラー・ネオンなどに用いられていたクライスラー・PLプラットフォームをベースに開発されたが、最終的には専用のプラットフォームを採用。
元々はプリムスブランドより発売される計画だったが、諸般の事情によりクライスラーブランドでの発表・発売となった。
日本国内に投入されるモデルのハンドル位置は全て右ハンドルのみで、過去に左ハンドルのみのGTとカブリオがあったが、GTは2007年モデルで廃止され、カブリオも2007年モデルで右ハンドル化されたが、2008年モデルにて廃止された。なお、米国においては後部が暗窓仕様の3ドアバン「パネルクルーザー」（「PTパネルクルーザー」は誤記）もラインナップされていた。
その奇抜なデザインとは裏腹に、室内空間は緻密に設計されている。コスト削減のためにインパネ中央部に集約されたパワーウインドウスイッチも慣れれば意外と使いやすい。初期型で不評だったステアリング上のハザードスイッチも、2006年のインパネ全面改良でインパネ中央に変更された。ヘッドランプのバルブはエンジンルームからではなく、フロントのインナーフェンダーにあるカバーを外して交換する。また、前輪の切れ角が少なく、最小回転半径は6.2mもあり、Cセグメント相当の大きさの車としては小回りが利かない部類に入り、更に5ドアは全高が1,600mm（≒1.6m）以上に達しているため、特に日本国内では立体駐車場への駐車が不可能となっている。

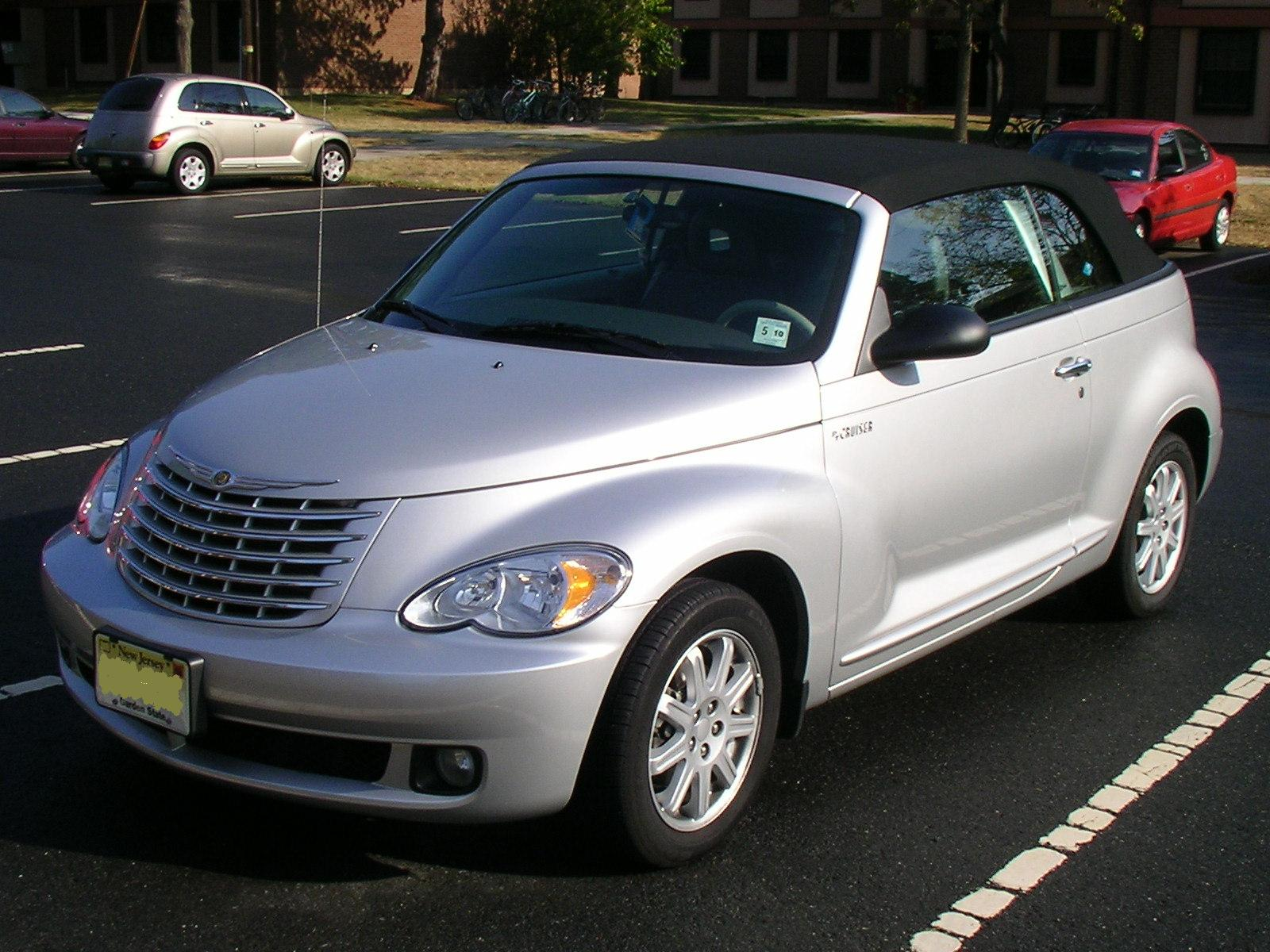
2ドアコンバーチブル

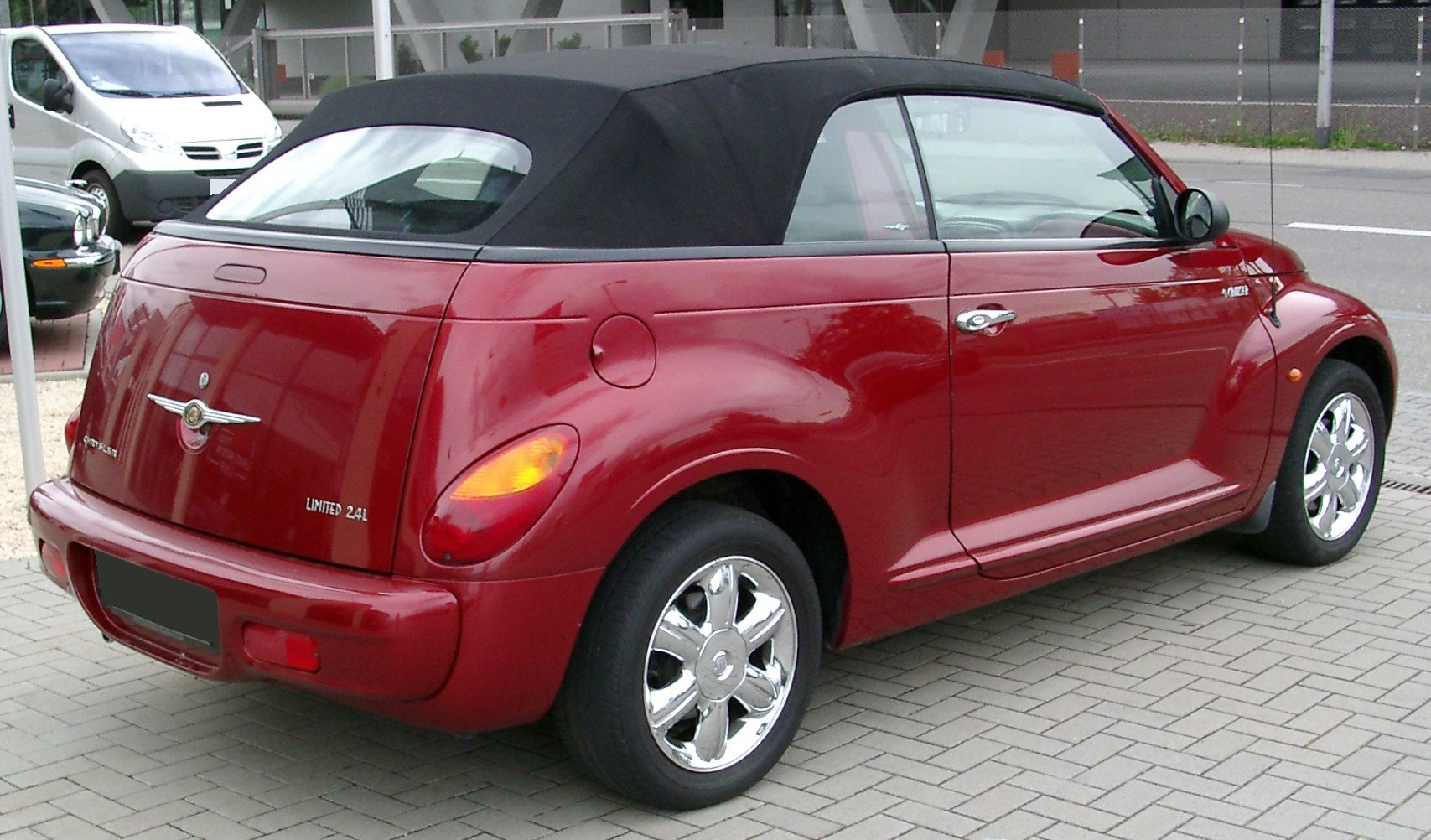
2ドアコンバーチブル (リア)

## 歴史
- 2000年 - 米国で発売。エンジンは2.4 L。生産はメキシコ合衆国のトルーカ工場。
- 2000年7月 - 日本で発売。当初、日本向けは2 Lエンジンを搭載した。なお、日本仕様は2002年モデルまでオーストリア・グラーツのユーロスター工場（グラーツ工場、現・マグナ・シュタイア）で生産された（2003年モデル以降はトルーカ工場製）。
- 2002年 - 1月、小改良。バンパーを無塗装（黒樹脂）からカラードに変更。特別仕様「PTストリートクルーザー」を発売。ランニングチェンジ（年次改良）でアンテナを伸縮式からネジ込み（長さ固定のロッド）式に変更し、ヘッドレストの前後調整機能を廃止。
- 2003年 - 小改良。新グレード「ツーリング」を設定。シフトノブを球型に変更。アンテナがフロントフェンダー上からルーフ後端中央に移動した。特別仕様「PTストリートクルーザー2」発売。
- 2004年 - 日本向けも2.4 Lエンジンとなると同時にターボエンジン搭載の「GT」を発売。米国で2ドア4シートのコンバーチブルモデルを追加（日本向けはカブリオとして発売）。
- 2005年 - 小改良。リヤゲートハンドルを電磁式に変更し、球型シフトノブを内装色に変更。GTの特別仕様「GTストリートスター」を発売（その後、日本向けのGTは廃止）。
- 2006年 - 内外装（ダッシュボード、ヘッドライト、フロントグリル等）を大幅に変更。特別仕様「PTストリートクルーザー・ルート66」を発売。
- 2007年 - ツーリングとGTを廃止。日本向けカブリオの右ハンドル化。特別仕様「PTストリートクルーザー・パシフィックコーストハイウェイエディション」を発売。
- 2008年 - 小改良。リミテッドに17インチアルミホイールを採用。なお、この改良を機にカブリオは廃止されたが、日本では2007年モデルのそれを継続販売する。
- 2009年 - 小改良。6連奏CDオートチェンジャーとサブウーファー付ボストンアコースティック製スピーカーを標準装備。
- 2010年4月1日 - 生産中止を発表すると同時に、日本においての販売も終了することを発表。日本向け最終モデルとして「ファイナルエディション」を販売（限定50台）[1]。
- 2010年7月9日 - 生産終了[2]。総生産台数約135万台/10年。

## タクシーとしての採用例
1. 平和タクシーで運用されていた車両
2. その他の個人タクシーで運用されていた車両

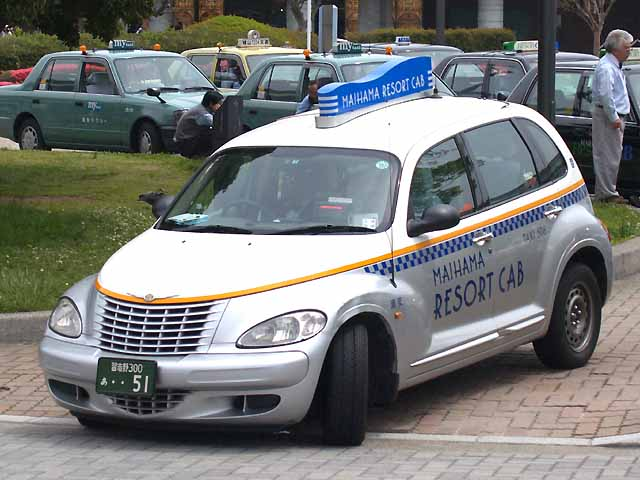
舞浜リゾートキャブで運用されていた車両

2002年に千葉県浦安市にある京成電鉄グループのタクシー会社である舞浜リゾートキャブが看板車両として10台導入、主に東京ディズニーリゾート周辺で活躍し、そのファニーなデザインゆえ利用客からも評判がよかったが、耐久性不足により故障が頻発する（もともとタクシーとしての使用用途を想定していなかったため）などして2007年までに全て退役し、現在はクラウンコンフォートかクラウンセダン、JPN TAXIに集約されている。首都圏の個人タクシーや岡山県の平和タクシーでも僅少だが導入されていた。

## 車名の由来
公式には"PT"は"Personal Transportation"の略であるが、クライスラー・PTプラットフォームもしくは"Platform Tall"の略でもある。また、"PT"は開発時のコードネームでもあった。